# Viviane Slon
 (janvier 2024).
La mise en forme du texte ne suit pas les recommandations de Wikipédia : il faut le « wikifier ».
Les points d'amélioration suivants sont les cas les plus fréquents. Le détail des points à revoir est peut-être précisé sur la page de discussion.
- Les titres sont pré-formatés par le logiciel. Ils ne sont ni en capitales, ni en gras.
- Le texte ne doit pas être écrit en capitales (les noms de famille non plus), ni en gras, ni en italique, ni en « petit »…
- Le gras n'est utilisé que pour surligner le titre de l'article dans l'introduction, une seule fois.
- L'italique est rarement utilisé : mots en langue étrangère, titres d'œuvres, noms de bateaux, etc.
- Les citations ne sont pas en italique mais en corps de texte normal. Elles sont entourées par des guillemets français : « et ».
- Les listes à puces sont à éviter, des paragraphes rédigés étant largement préférés. Les tableaux sont à réserver à la présentation de données structurées (résultats, etc.).
- Les appels de note de bas de page (petits chiffres en exposant, introduits par l'outil «  Source ») sont à placer entre la fin de phrase et le point final[comme ça].
- Les liens internes (vers d'autres articles de Wikipédia) sont à choisir avec parcimonie. Créez des liens vers des articles approfondissant le sujet. Les termes génériques sans rapport avec le sujet sont à éviter, ainsi que les répétitions de liens vers un même terme.
- Les liens externes sont à placer uniquement dans une section « Liens externes », à la fin de l'article. Ces liens sont à choisir avec parcimonie suivant les règles définies. Si un lien sert de source à l'article, son insertion dans le texte est à faire par les notes de bas de page.
- La présentation des références doit suivre les conventions bibliographiques. Il est recommandé d'utiliser les modèles {{Ouvrage}}, {{Chapitre}}, {{Article}}, {{Lien web}} et/ou {{Bibliographie}}. Le mode d'édition visuel peut mettre en forme automatiquement les références.
- Insérer une infobox (cadre d'informations à droite) n'est pas obligatoire pour parachever la mise en page.

Pour une aide détaillée, merci de consulter Aide:Wikification.
Si vous pensez que ces points ont été résolus, vous pouvez retirer ce bandeau et améliorer la mise en forme d'un autre article.
Viviane Slon, née en 1984 à Villeurbanne (Rhône), est une paléogénéticienne française en poste à l'Institut Max-Planck d'anthropologie évolutionniste, à Leipzig, en Allemagne, dans l'équipe de Svante Pääbo,. Elle a notamment montré qu'une adolescente née il y a environ 90 000 ans était une hybride de mère néandertalienne et de père dénisovien. Elle est sélectionnée en 2018 parmi les dix scientifiques de l'année par la revue britannique Nature.

## Formation
Viviane Slon termine ses études doctorales à l'Institut Max-Planck d'anthropologie évolutionniste. Elle remporte le Prix Dan-David en 2017. Elle travaille à la Faculté de Medecine Sackler (en) de l'université de Tel Aviv (en Israël) sur le plus ancien fossile d'Homo sapiens connu en dehors de l’Afrique,. Elle étudie le crâne Qafzeh 9 (portant le nom de la grotte de Qafzeh où il a été trouvé), en examinant les malocclusions développementales.

## Travaux

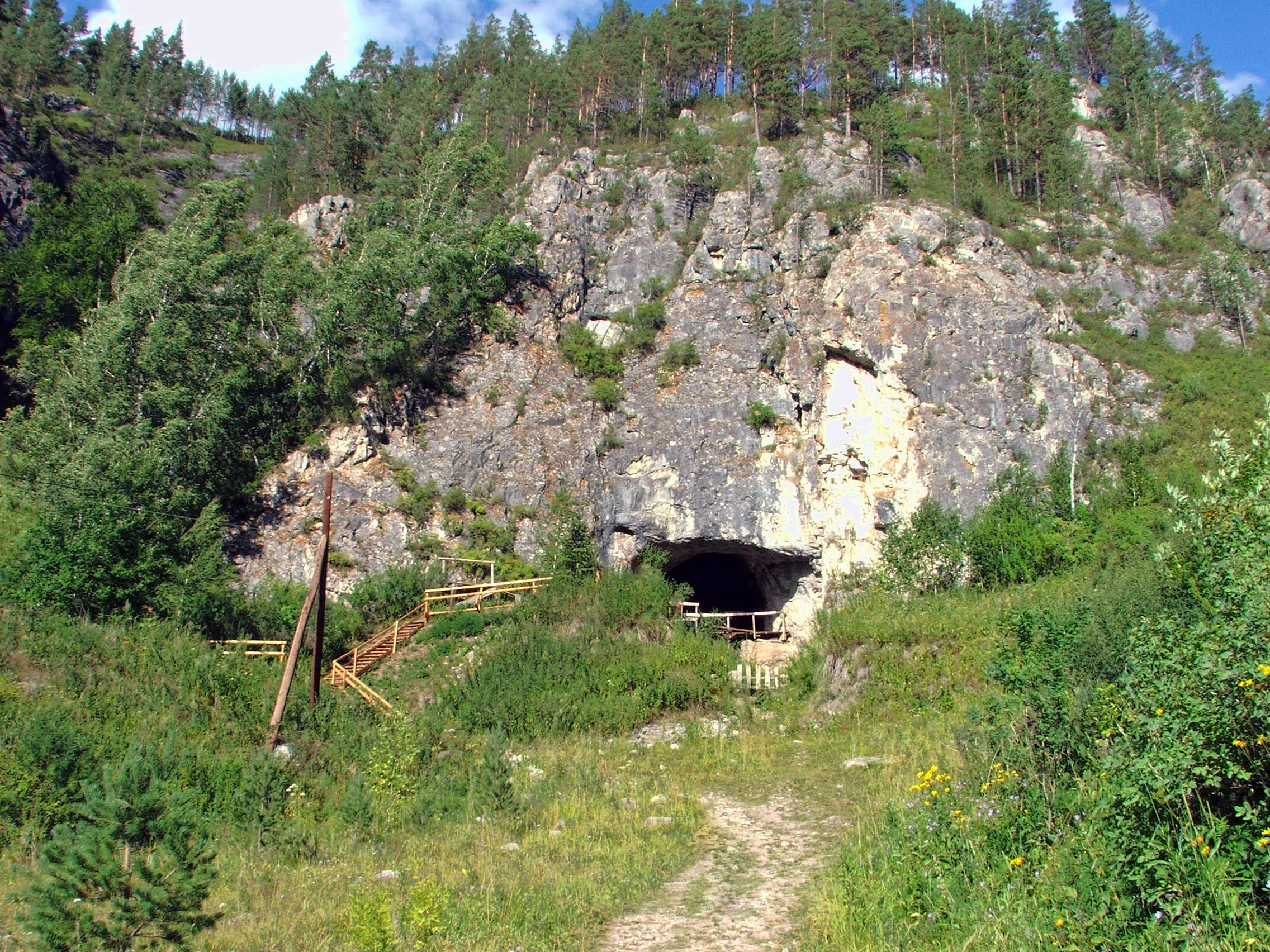
Grotte de Denisova en 2008

En 2018, Viviane Slon est nommée chercheur postdoctoral et travaille alors sur les Néandertaliens à l'Institut Max-Planck d'anthropologie évolutionniste. Elle y développe des techniques pour extraire l'ADN humain des sédiments,,. L'équipe de Svante Pääbo décode l'ensemble du génome de l'Homme de Denisova,. Slon visite la grotte de Denisova lors d'un symposium, où plus d'un millier d'os sont trouvés chaque année.
Le premier projet de Viviane Slon sur les vestiges de la grotte consiste à séquencer l'ADN d'une dent du quatrième individu de Denisova trouvé dans la Grotte de Denisova,. Elle codirige une équipe qui trouve de l'ADN dénisovien dans les sédiments, une approche nouvelle qui ne dépend pas de la découverte d'ossements fossiles humains rares.
En 2018, Slon et collègues publient un article sur le génome de Denny, un humain hybride. L'ADN a été extrait d’un os humain trouvé dans une couche du Pléistocène supérieur,,. Grâce à l'analyse génétique et à la datation au carbone 14, le spécimen est identifié comme une fille née il y a 90 000 ans d'une mère néandertalienne et d'un père dénisovien,, Le travail est couvert par BBC News, National Geographic, EurekAlert, The Atlantic et Archéologie (magazine) (en),,,,,.

## Prix et distinctions
Viviane Slon est sélectionnée en 2018 parmi les dix scientifiques de l'année par la revue britannique Nature.